# 1997 MS3
1997 MS3 är en asteroid i huvudbältet som upptäcktes den 28 juni 1997 av LINEAR i Socorro County, New Mexico.
Asteroiden har en diameter på ungefär 3 kilometer.